# Sixten Ehrling
Evert Sixten Ehrling, född 3 april 1918 i Malmö Sankt Petri församling, Malmö, död 13 februari 2005 i New York, var en svensk dirigent och pianist.

## Biografi
Ehrling utexaminerades 1940 från Kungliga Musikhögskolan i Stockholm där han studerade piano (för Wiatcheslaw Witkowsky) och violin. Han gästspelade 1941 som dirigent vid Dresdens operahus, lett av Karl Böhm, och 1946 i Paris och London.
På Stockholmsoperan var Ehrling repetitör 1939–1944, kapellmästare 1944–1953 och musikchef och förste kapellmästare 1953–1960. Bland kända instuderingar kan nämnas Carmen 1954, Wozzeck 1957, Maskeradbalen 1958 och urpremiären av Aniara 1959, där Göran Gentele i samtliga fall var regissör, samt den svenska premiären av Lulu 1977.
Han debuterade som konsertdirigent vid både Göteborgs Symfoniker och Stockholms Filharmoniska orkester 1942. Ett uppmärksammat genombrott blev framförandet av Våroffer som han dirigerade utantill med den senare orkestern den 8 februari 1950. Ehrling var chefsdirigent vid Detroit Symphony Orchestra 1963–1973. Han var under 1974–1975 Göteborgs Symfonikers konstnärliga ledare och dirigerade även vid exempelvis Metropolitan i New York och Wiens statsopera.
Ehrling är en av de internationellt mest uppmärksammade svenska konsertdirigenterna. Under sin fem decennier långa karriär dirigerade han nästan alla ledande orkestrar och i nästan alla ledande operahus i världen.
1987 medverkade Ehrling i dokumentärfilmen Dirigenterna regisserad av Christina Olofson där han kommenterar kollegors konservativa attityd gentemot kvinnliga musiker och dirigenter.
Viktiga grammofoninspelningar är bland annat samtliga Sibelius symfonier och symfonier av Franz Berwald med London Symphony Orchestra.
Ehrling var från 1947 till sin död gift med operadansösen Gunnel Lindgren. De är begravda på Östra kyrkogården i Malmö.

## Priser och utmärkelser
- 1956 – Ledamot nr 676 av Kungliga Musikaliska Akademien
- 1958 – Spelmannen
- 1965 – Litteris et Artibus
- 1970 – Sydsvenska Dagbladets kulturpris
- 1978 – Medaljen för tonkonstens främjande
- 1982 – Professors namn
- 1986 – Malmö stads kulturpris
- 1988 – Illis Quorum av tolfte storleken

## Filmmusik (i urval)
- 1948 – En svensk tiger